# (400215) 2007 CN1
(400215) 2007 CN1 es un asteroide perteneciente al cinturón de asteroides, descubierto el 29 de octubre de 2005 por el equipo del Mount Lemmon Survey desde el Observatorio del Monte Lemmon, Arizona, Estados Unidos.

## Designación y nombre
Designado provisionalmente como 2007 CN1.

## Características orbitales
2007 CN1 está situado a una distancia media del Sol de 3,092 ua, pudiendo alejarse hasta 3,591 ua y acercarse hasta 2,593 ua. Su excentricidad es 0,161 y la inclinación orbital 2,362 grados. Emplea 1986,52 días en completar una órbita alrededor del Sol.

## Características físicas
La magnitud absoluta de 2007 CN1 es 16,4.